# Kurt Wallander
Kurt Wallander je fiktivní policejní inspektor, hlavní hrdina série detektivek švédského spisovatele Henninga Mankella. Objevuje se ve dvanácti Mankellových knihách. Všechna jeho literární dobrodružství se odehrávají ve městě Ystad a jeho okolí, 56 km jihovýchodně od města Malmö v provincii Skåne.

## O postavě
Wallander se narodil v roce 1948. Jeho matka zemřela, když mu bylo asi 14 let. Po ukončení vojenské služby nastoupil k policii. Jako mladý policista byl málem zabit, když ho opilec, kterého vyslýchal, pobodal řeznickým nožem. Má sestru Kristinu. Wallander byl kdysi ženatý, ale jeho žena Mona ho opustila a od té doby má složitý vztah se svým vzpurným jediným dítětem, dcerou Lindou, která stěží přežila pokus o sebevraždu, když jí bylo patnáct. Mankell chtěl vytvořit spin-off sérii s Lindou jako hlavní postavou, ale napsal jen jeden román, od záměru na sérii opustil kvůli šoku ze sebevraždy herečky Johanny Sällströmové, která Lindu hrála v televizním seriálu. Po rozpadu manželství měl Wallander poměr se státní zástupkyní Annette Brolinovou, se kterou pracoval na některých případech - ale byla vdaná, měla děti a o rozvodu kvůli němu neuvažovala. V pozdějších letech udržoval rozháraný vztah s Lotyškou Baibou Liepou. Má také problémy se svým otcem, malířem. Otec silně nesouhlasil s rozhodnutím svého syna jít k policii a často se mu za to vysmívá. Wallander je velkým fanouškem opery. V autě pravidelně poslouchá nahrávky slavných operních pěvců, jako je Maria Callasová. Wallander má jen málo blízkých přátel. Nežije příliš zdravě, pije alkohol, konzumuje nezdravé jídlo a velmi málo cvičí. Někdy má potíže ovládnout svůj hněv, je znám jako bručoun. Na zločiny, které vyšetřuje, často pohlíží velmi osobně. Nezřídka jde proti rozkazům svých nadřízených. Je stále více rozčarovaný ze své práce a často přemýšlí, zda se vůbec měl stát policistou. Stále zápolí s pocitem viny, že kdysi zastřelil muže v mlze. V posledních knihách je mu diagnostikována cukrovka a později i Alzheimerova choroba, kvůli které trpí výpadky paměti. Mankellův přítel a spisovatel Jan Guillou použil Kurta Wallandera jako vedlejší postavu v desáté knize své série o Carlu Hamiltonovi.